# Cantó de Rodés-Est
El cantó de Rodés-Est és un cantó francès del departament de l'Avairon, situat al districte de Rodés. Té sis municipis i el cap cantonal és Rodés.

## Municipis
- Lo Monestire
- Rodés
- Santa Radegonda

## Història
| Data d'elecció                           | Identitat       | Partit | Qualitat |
| ---------------------------------------- | --------------- | ------ | -------- |
| 2004-                                    | Stéphane Bultel | PS     |          |
| les dades anteriors no són pas conegudes |                 |        |          |
|                                          |                 |        |          |

## Demografia
| 1962 | 1968 | 1975 | 1982 | 1990   | 1999   | 2006   |
| ---- | ---- | ---- | ---- | ------ | ------ | ------ |
|      |      |      |      | 14.157 | 13.740 | 14.481 |